# Bengt Christoffersen
Jack Bengt Tandrup Christoffersen (født 14. november 1926 død 21. februar 2023[kilde mangler]) var en dansk atlet (kapgang og langdistanceløb).
Christoffersen var medlem af Københavns IF. Han vandt ti individuelle danske mesterskaber i gang samt 14 i hold. Han var og var også på landsholdet i gang 19 gange.
Inden Christoffersen gik over til kapgang var han løber både i terrænløb og på bane, han var en habil forhindringsløber med to bronze medaljer fra de danske mesterskaber på meritlisten og vandt også otte hold og stafet DM-guld på forskellige distancer. Han nåede en atletik landskamp.

## Danske mesterskaber
Denne liste er ufuldstændig; hjælp gerne med at udfylde den.
- Bronze 1969 30 km gang 2.45.18
- Guld 1965 20 km gang
- Guld 1965 30 km gang
- Guld 1965 50 km gang
- Sølv 1964 30 km gang 2.42.40
- Guld 1964 50 km gang
- Bronze 1963 30 km gang 2.51.29
- Guld 1963 50 km gang
- Bronze 1962 30 km gang 2.39.51
- Guld 1962 50 km gang
- Bronze 1961 30 km gang 2.36.57
- Guld 1961 50 km gang
- Guld 1960 50 km gang
- Sølv 1959 30 km gang 2.42.42
- Bronze 1953 3000 meter forhindringsløb 10:11.8
- Bronze 1952 3000 meter forhindringsløb 9:53.4

## Personlige rekorder
Løbning
- 3000 meter forhindring: ?
- 1500 meter: 4:06,4 1953
- 3000 meter: 9:00,2 1957
- 5000 meter: 15.42,6 1952
- 10 000 meter: 32:34,0 1957